# Víkatňovité
Víkatňovité (Schizaeaceae) je čeleď kapradin z řádu víkatňotvaré (Schizaeales). Jsou to drobné, neobvykle utvářené kapradiny s dlouhými řapíky zakončenými prstovitým nebo hřebenitým útvarem nesoucím výtrusnice. Čeleď zahrnuje asi 30 druhů ve 2 rodech a je rozšířena v tropech celého světa, místy i v mírném pásu. V Evropě se nevyskytují.

## Popis

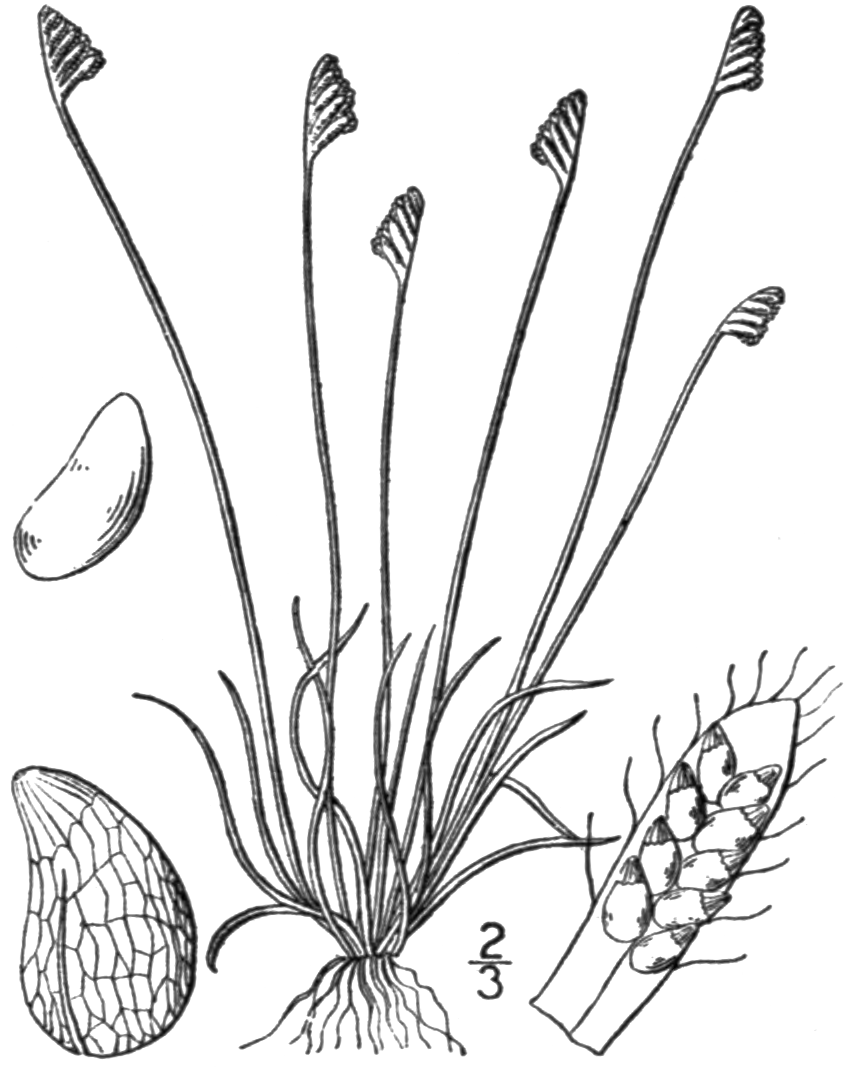
Ilustrační kresba Schizaea pusilla

Zástupci čeledi víkatňovité jsou pozemní nebo řidčeji epifytní kapradiny. Stonky jsou přímé, krátké, pokryté hustými chlupy. Cévní svazky jsou typu sifonostélé. Kořeny jsou četné.
Listy jsou jednoduché čárkovité nebo vějířovitě uspořádané a různým způsobem členěné, nahloučené v růžici. Řapíky listů jsou dlouhé, zelené, u některých zástupců vidličnatě větvené nebo podélně srůstající a tvořící nepravou čepel. Žilnatina je vidličnatá. Výtrusnice jsou umístěny v 1 až 4 řadách na větvených nebo nevětvených výrůstcích na vrcholu fertilních listů (někdy interpretovaných jako čepel), často skládajících prstovitý či hřebenitý útvar. Výtrusnice nejsou spojeny v jednotlivé výtrusné kupky a jsou bez ostěr. Na vrcholu výtrusnice je prstenec tvořený 1 až 3 vrstvami ztlustlých buněk. Obsahují 128 až 256 monoletních spor. Prokel je vláknitý, zelený a nadzemní (víkateň) nebo hlízovitý, nezelený, podzemní (Actinostachys).

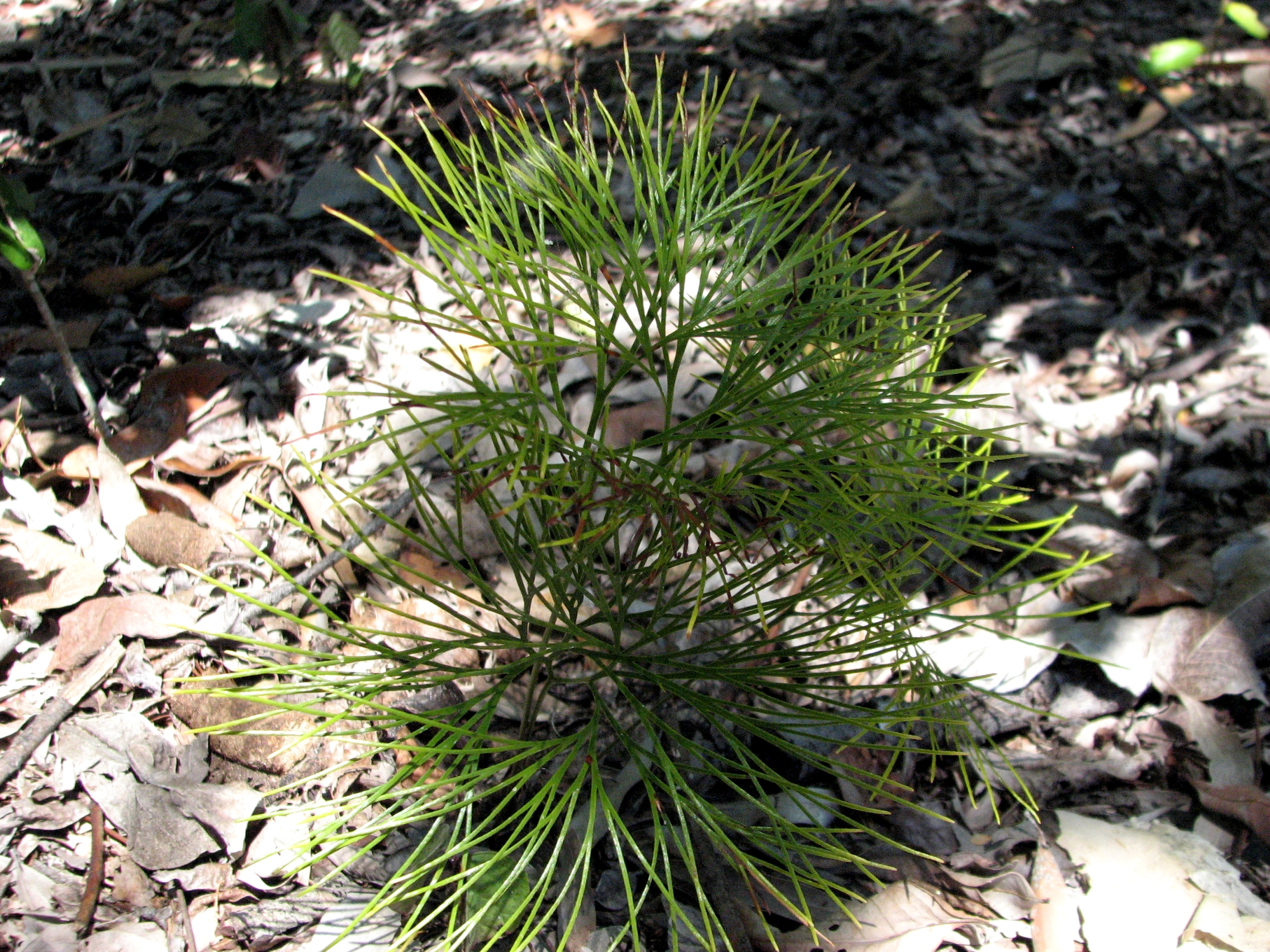
Víkateň Schizaea dichotoma
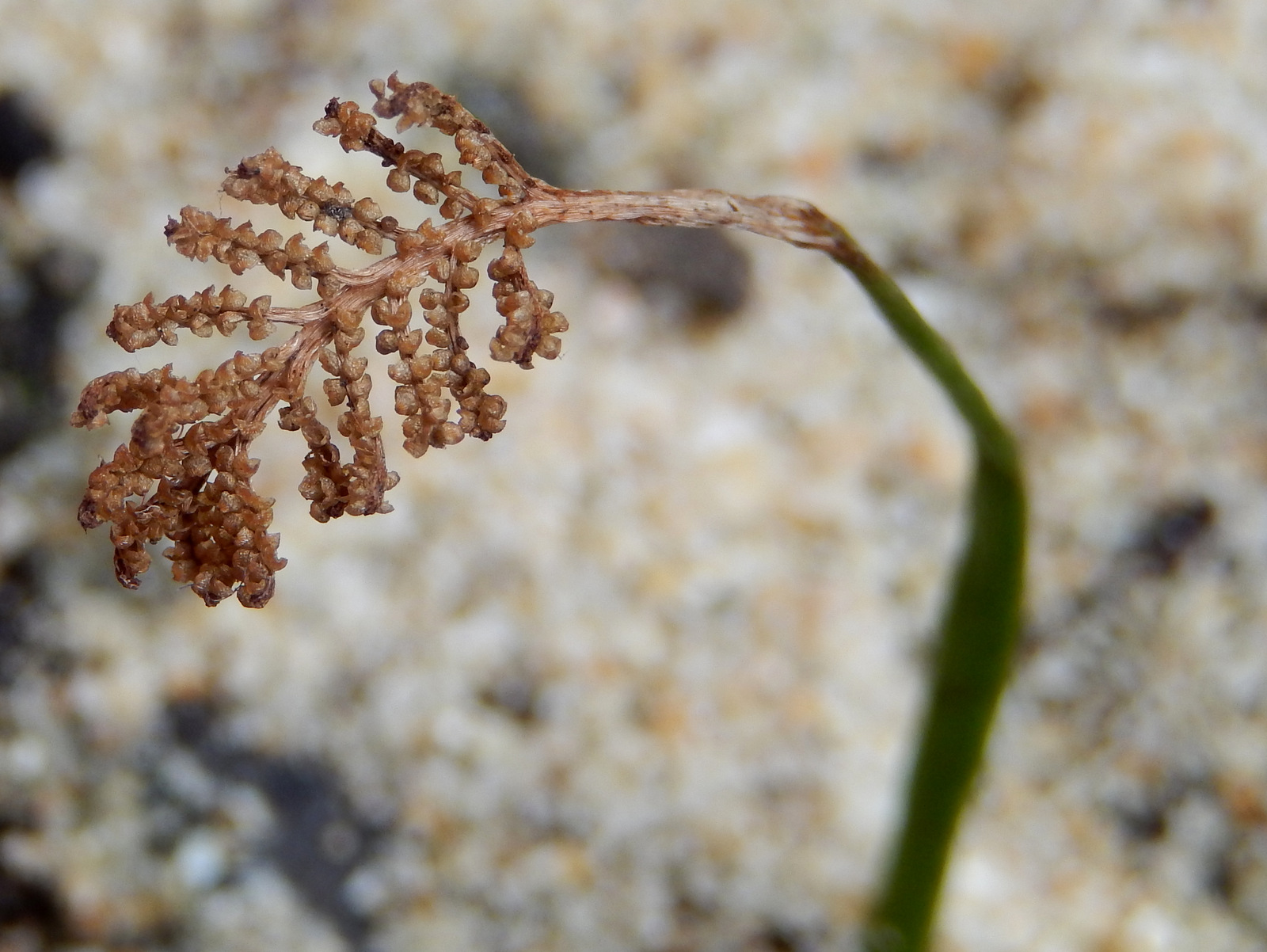
Plodná část listu Schizaea rupestris
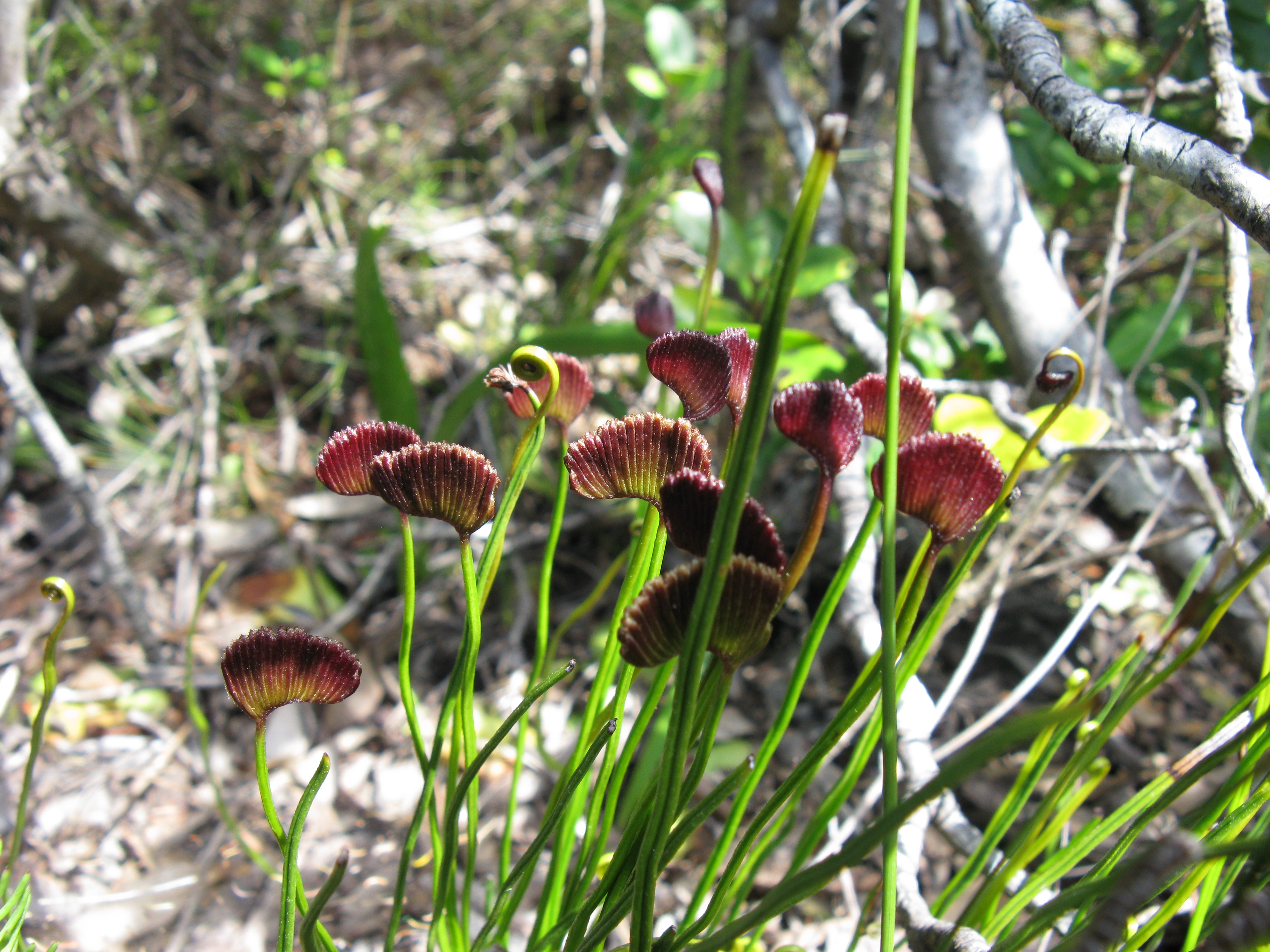
Schizaea pectinata

## Rozšíření
Čeleď víkatňovité zahrnuje 2 rody, které jsou rozšířeny v tropech téměř celého světa. Některé druhy (zejména na jižní polokouli) zasahují i do oblastí mírného pásu. V evropské květeně není čeleď zastoupena.
V Severní Americe je čeleď zastoupena 2 druhy: Schizaea pusilla při východním pobřeží Kanady a USA a Actinostachys pennula na Floridě.
Druhy Schizaea dichotoma a S. digitata mají rozsáhlý areál sahající od Indie po Austrálii a Oceánii, S. digitata roste i na Madagaskaru.

## Taxonomie
Čeleď Schizaeaceae byla v minulosti některými taxonomy pojímána šířeji a byly do ní řazeny i ostatní čeledi řádu Schizaeales: Anemiaceae a Lygodiaceae.
Rod Actinostachys se od rodu Schizaea odlišuje zejména typem gametofytu (nadzemní versus podzemní) a tvarem fertilních listů. U rodu Actinostachys vyrůstají jednotlivé fertilní segmenty prstovitě z jednoho místa a chybějí sterilní listy. U Schizaea jsou fertilní segmenty zpeřené a listy jsou sterilní i fertilní.

## Prehistorie
Rod †Senftenbergia, pocházející z karbonu, měl podobně jako Schizaeaceae výtrusnice s vrcholovým prstencem a čeleď Schizaeaceae byla na základě předpokládané příbuznosti považována za velmi starou. V současné taxonomii je za nejstaršího známého předka považován rod †Schizaeopsis, pocházející z období křídy.

## Zástupci
- víkateň (Schizaea)[1]

## Význam
Rostliny této čeledi nejsou uváděny ze sbírek žádné české botanické zahrady.

## Přehled rodů
Actinostachys, Schizaea